# Le lettere di Oscar Wilde
Le lettere di Oscar Wilde (The Letters of Oscar Wilde) è l'opera di Oscar Wilde che racchiude tutte le lettere vergate nel corso della sua vita a corrispondenti privati o apparse a suo tempo sui giornali. Da quelle dell'infanzia a quelle prima della sua morte, moltissimi dati sulla sua biografia sono ripresi da quest'unica fonte, che racconta i suoi amori e le sue umanissime contraddizioni.

## Storia
Per tutta la vita Wilde scrisse un tal numero di lettere che oggi, raccolte, occupano più di 1000 pagine di libro. Ma egli non le pubblicò mai in vita: esse furono pubblicate postume. Grazie ad un testo scoperto nel 1960 da Henry Holt, Merlin Holland e Rupert Hart-Davis pubblicarono l'edizione integrale del copioso epistolario per la prima volta nel 2000. Secondo il curatore Holland, le lettere costituiscono quell'autobiografia che Wilde non scrisse mai.

## Destinatari celebri
Wilde tenne corrispondenza con grandi intellettuali dell'epoca tra cui Arthur Conan Doyle e ad André Gide, Pierre Louys, Stephane Mallarmé, che Wilde definì "Maestro", Emile Zola. A questi ultimi scrisse in francese.

## Edizioni in lingua inglese
- Merlin Holland e Rupert Hart-Davis, The Complete Letters of Oscar Wilde, New York, Henry Holt and Company LLC, 2000, ISBN 0-8050-5915-6.

## Edizioni italiane
- Vita di Oscar Wilde attraverso le lettere, Collana Gli struzzi n.141, Einaudi, Torino, 1997, ISBN 978-88-06-47951-0.
- Mio caro ragazzo. Lettere ad Alfred Douglas e agli amici, a cura di C. Finzi, Collana Autori stranieri, Zoe editore, 1998, ISBN 978-88-86865-06-7
- Per sempre tuo. Le lettere di Oscar Wilde a Lord Alfred Douglas, a cura di E. Carantini, Collana Le melusine, Greco e Greco, 2003, ISBN 978-88-7980-328-1.
- Lettere, a cura di Silvia De Laude e Luca Scarlini, Collana La Cultura, Il Saggiatore, Milano, I ed. 2014, ISBN 978-88-428-1927-1.